# Zdeněk Zeman
Zdeněk Zeman (* 12. Mai 1947 in Prag) ist ein tschechisch-italienischer Fußballtrainer.

## Leben
Sein Vater Karel war Arzt, seine Mutter Květuše (Geburtsname Vycpálková) Hausfrau. In seiner Jugend spielte er Fußball bei Slavia Prag, aber auch Volleyball und Handball. In den Ferien besuchte er seinen Onkel Čestmír Vycpálek auf Sizilien. Vycpálek war ehemaliger Spieler und späterer Trainer bei Juventus Turin.
Im Sommer 1969, ein Jahr nach dem Einmarsch der Truppen der Warschauer Pakt-Staaten in die ČSSR, beschloss Zeman, von Sizilien nicht mehr nach Prag zurückzukehren. In Palermo studierte er an der Sporthochschule und schloss das Studium mit der höchstmöglichen Punktzahl ab. 1975 nahm er die italienische Staatsbürgerschaft an.

## Trainerlaufbahn
Seine Trainerlaufbahn begann Zeman beim Amateurverein Cinisi, einem Dorf aus der Umgebung von Palermo. Es folgten die Stationen Bacigalupo, Carini, Misilmeri und Esacalza. 1974 wurde er nach Fürsprache Čestmír Vycpáleks Jugendtrainer bei US Palermo. Diese Stellung hatte er bis 1983 inne, in der Zwischenzeit hatte er erfolgreich die Ausbildung zum Fußballtrainer in Coverciano beendet.
1983 wechselte Zeman zum Viertligisten Licata, mit dem er ein Jahr später in die Serie C1, die dritte italienische Liga aufstieg. 1986 wechselte er nach Foggia, wurde dort aber am 27. Spieltag entlassen, weil er sich schon mit dem AC Parma geeinigt haben sollte. In Parma wurde er in der Saison 1987/88 nach nur sieben Spieltagen entlassen. 1988 kehrte Zeman nach Sizilien zurück, zum FC Messina. Er führte die Mannschaft auf Platz acht der Serie B.
1989 verpflichtete ihn erneut Foggia, Aufsteiger in die Serie B. Im ersten Jahr landete die Mannschaft auf Platz 8, in der Saison 1990/91 stieg Foggia als Tabellenerster in die Serie A auf. Zemans Foggia, das Foggia dei miracoli, hielt allen Expertenmeinungen zum Trotz drei Jahre hintereinander die Spielklasse. In dieser Zeit machte sich Zeman nicht nur durch seine unkonventionell offensive Spielweise mit einem 4-3-3-System einen Namen, sondern auch als Trainer mit einem Auge für Talente.
1994 verließ er Foggia und unterschrieb bei Lazio Rom, mit dem er im ersten Jahr Vizemeister wurde, im zweiten Jahr Dritter. Nach einer 1:2-Heimniederlage gegen Bologna wurde Zeman am 27. Januar 1997 entlassen. Kurze Zeit später nahm er ein Angebot des Stadtrivalen AS Rom für die kommende Saison an. Nach einem vierten Platz im ersten und einem fünften Platz im zweiten Jahr trennten sich die Wege von Zeman und dem AS Rom.
Im Sommer 1998 hatte er das Doping im Fußball angeprangert und sich dadurch viele Feinde gemacht. Nach einigen Monaten ohne Trainerjob nahm er im Oktober 1999 ein Angebot von Fenerbahçe Istanbul an, nach nur drei Monaten trat er aber vom Traineramt zurück. Im Sommer 2000 stellte ihn SSC Neapel als neuen Trainer vor, nach sechs sieglosen Spielen wurde er entlassen. Von 2001 bis 2003 blieb Zeman in Kampanien, diesmal in Salerno beim dortigen Zweitligisten Salernitana Sport. Nach einem sechsten Rang in der ersten Saison wurde Zeman im zweiten Jahr nach dem 17. Spieltag entlassen. 2003/04 trainierte er US Avellino in der Serie B.
Zur Saison 2004/05 kehrte er in die Serie A zurück und übernahm US Lecce, das ein allseits geachtetes Spiel zeigte und Elfter wurde. Dennoch trat Zeman am Saisonende von seinem Posten zurück. Nach mehreren Monaten ohne Traineramt engagierte ihn am 5. März 2006 Brescia Calcio. Zur Saison 2006/07 übernahm er erneut das Traineramt bei Lecce, wurde aber am 24. Dezember 2006 von seinen Aufgaben entbunden.
Zur Saison 2008/09 übernahm Zeman den serbischen Erstligisten FK Roter Stern Belgrad, wurde aber bereits nach wenigen Spieltagen wegen Erfolglosigkeit entlassen.
Am 14. Juli 2010 übernahm Pasquale Casillo, Präsident des Foggia dei miracoli der 1990er Jahre, erneut die US Foggia. Dieser verpflichtete Zeman als Trainer und Giuseppe Pavone als sportlichen Leiter und vereinte damit das Trio wieder, das mit dem süditalienischen Verein in den 1990ern in der Serie A für Furore gesorgt hatte. In der Saison 2010/11 der Gruppe B der Lega Pro Prima Divisione stellte Foggia wie einst zu Erstligazeiten unter Zeman erneut eine sehr gute Offensive, mit 67 Saisontreffern hatte man den mit Abstand besten Sturm, musste allerdings mit 58 Toren auch die mit Abstand meisten Gegentreffer hinnehmen. Insgesamt beendete die US Foggia die Spielzeit auf dem sechsten Platz und verpasste somit die Aufstiegsplayoffs, woraufhin Zdeněk Zeman sein Amt niederlegte. Etwa einen Monat später, am 21. Juni 2011, wurde er neuer Trainer und zugleich technischer Direktor beim Zweitligisten Pescara Calcio, bei dem er einen Vertrag über ein Jahr unterschrieb.
Zeman, der gerade mit Pescara Calcio in die Serie A aufgestiegen war, wurde ab Juni 2012 Trainer beim AS Rom, bei dem er schon in den Jahren 1997 bis 1999 gearbeitet hatte. Am 2. Februar 2013 wurde er nach einer 2:4-Niederlage gegen Cagliari Calcio entlassen. 2014 war Zeman Trainer bei Cagliari Calcio. Im März 2015 beerbte er seinen zeitweiligen Nachfolger Gianfranco Zola dort.
Auf die Saison 2015/16 wurde er Trainer des Schweizer Aufsteigers FC Lugano. Diesen verließ er im Juni 2016 jedoch wieder.
Im Februar 2017 übernahm Zeman erneut seinen Ex-Verein Delfino Pescara 1936. Im März 2018 wurde Zeman beurlaubt.